# Міколишина Наталія Григорівна
Міколишина Наталія Григорівна (* 18 травня 1958) — радянська і російська акторка.

## Біографія
Першу роль в кіно зіграла в дитинстві (головна роль у фільмі «Вершники»), коли їй було 14 років. У 1980 році закінчила Школу-студію МХАТ (керівники курсу П. В. Массальський та І. М. Тарханов), де навчалася разом з Олександром Балуєвим, Павлом Каплевич та Степаном Старчіковим. Служила актрисою в Театрі ім. Островського, МТЮЗ, викладала в Першій школі мюзиклу, вела театральні студії. З 2006 року викладає в акторську майстерність Інституті Сучасного Мистецтва (спочатку на вокальному факультеті, а з 2010 року — на акторському факультеті в майстерні А. Я. Дика). Займається танцем, вокалом, верховою їздою, художник-оформлювач.

## Фільмографія

### Ролі у кіно
- 1972 — Вершники — Танька
- 1973 — Дума про Ковпака (3 серія — «Карпати, Карпати ...») — Зося[3]
- 1979 — Відпустка у вересні — Ірина Ерошкова, коханка Зілова
- 1982 — Хто стукає у двері до мене ... — театральна акторка
- 1982 — Сімейна справа
- 1983 — Молоді люди
- 1985 — Місто наречених
- 2005 — Ад'ютанти любові — господиня готелю
- 2005 — Ад'ютанти любові. Фаворитка
- 2006 — Лікарська таємниця — Колчина
- 2009 — Любов - не те, що здається

### Участь у телесеріалах
- 2006 — Детективи
- 2007 — Наступна
- 2010 — Медіатори